# Óscar (Fußballspieler, 1998)
Óscar (* 28. Juni 1998 in Talavera de la Reina; voller Name Óscar Rodríguez Arnaiz) ist ein spanischer Fußballspieler. Er steht beim FC Sevilla unter Vertrag und ist an Celta Vigo ausgeliehen. Darüber hinaus ist er seit September 2020 spanischer Nationalspieler.

## Karriere

### Vereine

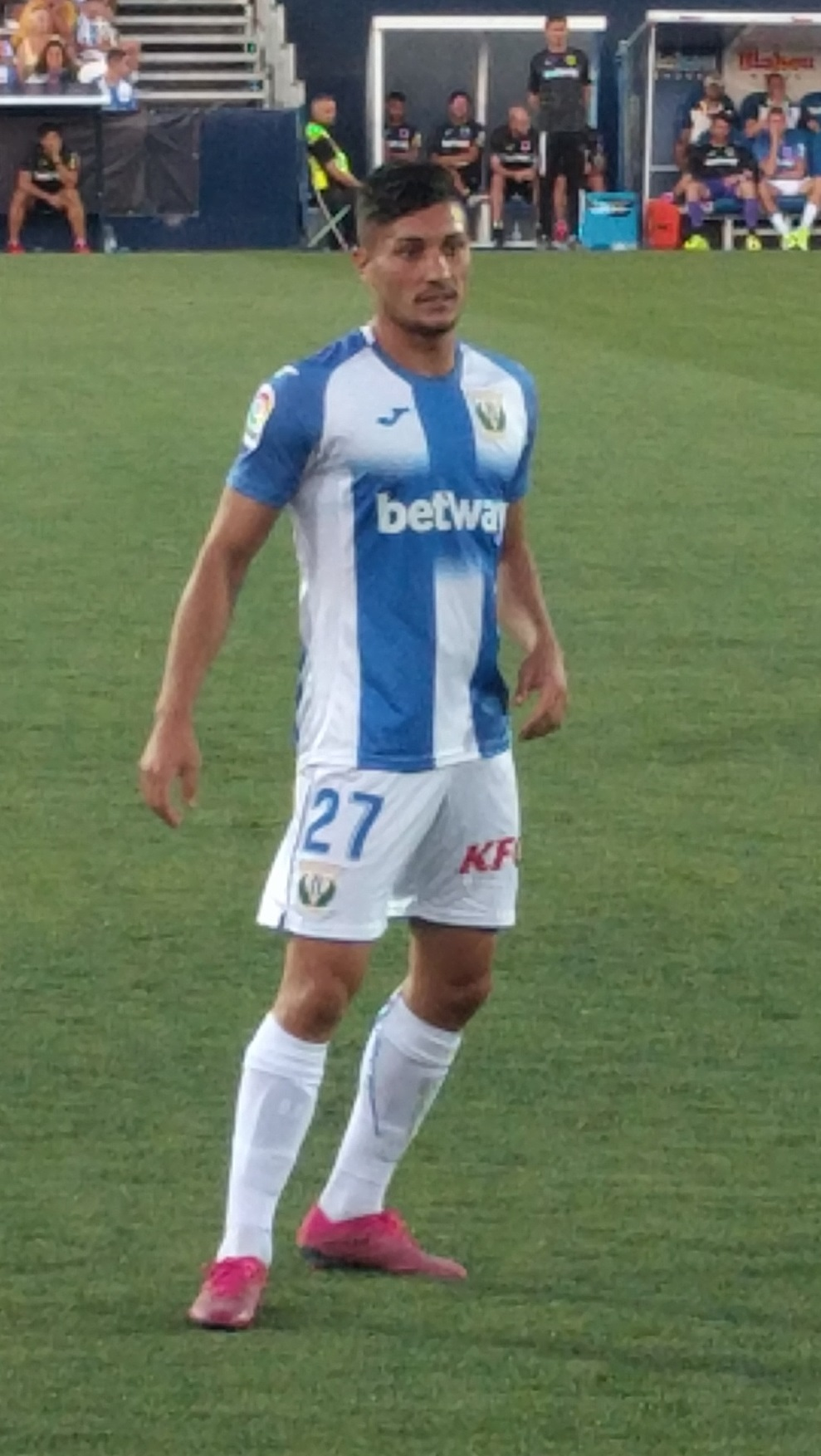
Óscar im Trikot des CD Leganés (2019)

Óscar begann beim CD Los Navalmorales mit dem Fußballspielen, bevor er 2009 in die Jugend von Real Madrid wechselte. Dort durchlief er fortan alle Nachwuchsmannschaften. Mit der A-Jugend (U19) spielte er in den Spielzeiten 2015/16, 2016/17 und 2017/18 25-mal in der UEFA Youth League, wobei er 5 Tore erzielte. Zur Saison 2017/18 rückte Óscar in die zweite Mannschaft auf. Er kam in seiner ersten Spielzeit im Herrenbereich auf 34 Einsätze (33-mal von Beginn) in der drittklassigen Segunda División B, in denen er 6 Tore erzielte. Zudem kam Óscar im November 2017 unter dem Cheftrainer Zinédine Zidane zu einem Einsatz in der ersten Mannschaft in der Copa del Rey, als er beim 2:2-Unentschieden gegen den Drittligisten CF Fuenlabrada in der Startelf stand.
Zur Saison 2018/19 wechselte Óscar für zunächst ein Jahr auf Leihbasis zum CD Leganés. Dort etablierte er sich unter dem Cheftrainer Mauricio Pellegrino als Stammspieler und kam auf 31 Einsätze (29-mal von Beginn) in der Primera División, in denen er 4 Tore erzielte. Nach dem für Óscar und den Verein, der nach zwei Jahren in höchster Abstiegsgefahr auf Platz 17 den 14. Platz im Mittelfeld belegt hatte, erfolgreichen Jahr wurde die Leihe für die Saison 2019/20 verlängert. In seiner zweiten Saison kam Óscar zu 30 Ligaeinsätzen (22-mal von Beginn), in denen er 9 Tore erzielte. Dennoch stieg der CD Leganés als 18. am letzten Spieltag in die Segunda División ab.
Zur Saison 2020/21 wechselte Óscar zum FC Sevilla. Er unterschrieb beim amtierenden Sieger der UEFA Europa League einen Vertrag bis zum 30. Juni 2025. Im Januar 2022 wurde der Spanier bis zum Ende der Saison an den FC Getafe ausgeliehen. Zur Saison 2022/23 lieh ihn Celta Vigo aus.

### Nationalmannschaft
Óscar nahm mit der spanischen U17-Nationalmannschaft an der U17-Europameisterschaft 2015 in Bulgarien teil. Dabei wurde er in allen vier Spielen seiner Mannschaft eingewechselt. Anschließend spielte Óscar in der U19- und U20-Auswahl.
Seit September 2019 ist Óscar in der U21-Auswahl aktiv. Anfang September 2020 debütierte er beim 1:1 gegen Deutschland in der UEFA Nations League in der A-Nationalmannschaft.